# Gutenberg-Schule Berlin
Die Gutenberg-Schule ist eine öffentliche Integrierte Sekundarschule mit gymnasialer Oberstufe im Ortsteil Alt-Hohenschönhausen des Berliner Bezirks Lichtenberg in der Sandinostraße 10.

## Geschichte
Die Schule wurde 1979 als 23. Oberschule Berlin-Weißensee in der damaligen Lüderitzstraße eröffnet (seit 1984 Sandinostraße). 1986 erhielt sie den Namen 23. Oberschule „Heinz-Gronau“ nach Heinz Gronau, dem ehemaligen Kommandeur des Wachregiments „Feliks Dzierzynski“ des Ministeriums für Staatssicherheit der DDR.
Die ehemalige Gesamtschule mit gymnasialer Oberstufe ist infolge der Schulstrukturreform in Berlin seit Beginn des Schuljahres 2010/11 eine Sekundarschule mit gymnasialer Oberstufe. Am 16. November 1993 erhielt sie den Namen des Erfinders des Buchdrucks Johannes Gutenberg.

## Gebäude
Das Haus A als Stammhaus wurde Mitte der 1990er Jahre durch zwei mobile Unterrichtsbauten (Haus B und C) sowie eine mobile Sporthalle ergänzt. Ein mehrstöckiger Ergänzungsbau und zwei Dreifeldhallen sollen die Häuser B und C sowie die aktuelle Sporthalle ersetzen. Der Baubeginn ist für 2024, die Fertigstellung für 2028 geplant.
Die Schule beteiligt sich bei der Gestaltung des Schulhofs am Projekt „Grün macht Schule“ der Senatsverwaltung für Bildung, Jugend und Familie.

## Schulprofil
Der Unterricht umfasst die Klassenstufen 7–10 (Sekundarstufe I) und 11–13 (Sekundarstufe II). Wahlpflichtfächer sind Spanisch, Französisch, Russisch, Bildende Kunst, Musik oder WAT (Wirtschaft, Arbeit, Technik). In den Fächern Mathematik, Englisch, Deutsch und den Naturwissenschaften gibt es Kurse auf unterschiedlichem Leistungsniveau, um sowohl den besonders leistungsstarken als auch den leistungsschwächeren Schülern gerecht zu werden.
Folgende Abschlüsse sind möglich: berufsorientierender Abschluss, Berufsbildungsreife, erweiterte Berufsbildungsreife, mittlerer Schulabschluss (MSA), schulischer Teil der Fachhochschulreife, Abitur (nach 13 Jahren, für besonders leistungsstarke Schüler auch nach zwölf Jahren).
Im Rahmen des offenen Ganztagsbetriebs gibt es ein Angebot von rund 40 Arbeitsgemeinschaften.

## Schülerschaft
Im Schuljahr 2024/25 hat die Schule 1003 Schüler. Von ihnen haben 10,5 Prozent eine nichtdeutsche Herkunftssprache.
Die Gutenberg-Schule gehört seit Jahren zu den zehn nachgefragtesten Integrierten Sekundarschulen Berlins.

## Auszeichnungen und Partnerschaften
Die Gutenberg-Schule gehört seit 2003 zu den etwa 300 UNESCO-Projektschulen in Deutschland.
Seit dem Schuljahr 2014/15 ist sie Partnerschule der Bildungsinitiative „Studenten machen Schule“, bei der Lehramtsstudenten möglichst früh umfassende Praxiserfahrungen an Schulen erwerben können. Seit 2011 unterhält die Schule eine Kooperation mit dem Berliner Polizeiabschnitt 61, der die Schule im Unterricht und in gemeinsamen Projekten unterstützt. Es besteht eine Kooperation mit der Bundesagentur für Arbeit Berlin-Mitte zur Berufsberatung für die Jahrgänge 9–13.
Im „Gomelprojekt“ arbeitet die Gutenberg-Schule seit 1999 mit einem belarussischen Schulinternat zusammen, in dem Kinder und Jugendliche aus sozial schwachen Familien leben. Jährlich besucht eine Schülergruppe der Gutenberg-Schule die Kinder im Internat, alle zwei Jahre ist die Schule Gastgeber für ca. 20 belarussische Kinder.
Seit 2020 trägt die Schule den Titel „Schule ohne Rassismus – Schule mit Courage“. Der bundesweite Anne-Frank-Tag 2023 wurde an der Gutenbergschule eröffnet.
An der Schule besteht ein Förderverein mit etwa 80 Mitgliedern.